# Leunisia
Leunisia es un género monotípico  de plantas con flores en la familia Asteraceae. Su única especie,  Leunisia laeta es originaria de Chile.

## Descripción
Es una hierba perenne que alcanza los 20 cm de altura. Tiene las flores amarillas, involucro. Brácteas en 2 series: unas internas largas, rojas; otras externas verdes. Se encuentra en el Chile en el Departamento de Valparaíso a una altitud de 2100 metros.

## Taxonomía
Leunisia laeta fue descrita por Rodolfo Amando Philippi y publicado en Linnea 33: 120. 1864.